# Rompe el alba (película)
Rompe el alba (en inglés como Break of Dawn) es una película de 1988, ópera prima de Isaac Artenstein y protagonizada por María Rojo y Óscar Chávez.

## Sinopsis
El filme rompe el alba es un drama biográfico basado en las memorias de Pedro J. González, un exrevolucionario villista que emigra de México a Los Ángeles a finales de la década de los veinte. Obtiene trabajo como locutor de radio introduciendo anuncios comerciales en español en el que posteriormente introduce un espacio de música mexicana obteniendo gran popularidad en el sector latino. Por ello le solicitan apoyar la elección de ciertos políticos.
Cuando decide expresar su apoyo de forma contraria se convierte en una persona indeseable y es acusado falsamente de violación por lo que es recluido en la Prisión Estatal de San Quentin hasta que es demostrada su inocencia.

## Reparto
- Óscar Chávez – Pedro J. González[4]
- Kamala Lopez – Linda
- Tony Plana – Rodríguez
- María Rojo – María
- María Rubell – Elsa Barron
- Peter Henry Schroeder – D.A.
- Pepe Serna – Héctor
- Robert Tunstall – Right hand man
- Socorro Valdez – Matilde González
- Valerie Wildman – Julia Voitek